# Ludwig von Falkenhausen
Ludwig Freiherr von Falkenhausen (13 tháng 9 năm 1844 – 4 tháng 5 năm 1936) là một Thượng tướng Bộ binh của Phổ và Đế quốc Đức, từng tham gia chiến đấu trong ba cuộc chiến tranh thống nhất nước Đức. Ông nổi bật hơn cả vì các hoạt động của mình trong cuộc Chiến tranh thế giới thứ nhất.

## Tiểu sử
Falkenhausen chào đời tại Guben. Ông là con trai của Trung tướng Phổ D. Alexander von Falkenhausen (1821 – 1889) và vợ của ông này là Catherine née Rouanet (1825 – 1907).
Falkenhausen ban đầu vào học một trường tư ở Berlin, sau đó từ tháng 5 năm 1856, ông trở thành một thiếu sinh quân tại Potsdam. Vào năm 1856, ông chuyển sang học viện quân sự chính ở thủ đô Berlin. Vào tháng 5 năm 1862, ông gia nhập Trung đoàn Cận vệ số 1. Tháng 5 năm 1866, ông trở thành sĩ quan phụ tá của tiểu đoàn Ersatz. Về sau, ông được bổ nhiệm làm sĩ quan phụ tá của Trung đoàn Bộ binh Cận vệ Trừ bị tổng hợp. Ông đã tham gia chiến đấu trong Binh đoàn Main trong Chiến dịch năm 1866 tại miền Tây Đức. Từ tháng 10 năm 1868 cho đến tháng 5 năm 1869, ông phục vụ trong Trung đoàn Pháo dã chiến Cận vệ với cương vị là sĩ quan phụ tá trung đoàn.
Trong cuộc Chiến tranh Pháp-Đức (1870 – 1871) ông đã tham gia trong các trận chiến tại Gravelotte-St.Privat, Beaumont và Sedan, cũng như trong Cuộc vây hãm Paris. Vào cuối năm 1870, ông từ chức sĩ quan phụ tá cấp trung đoàn, vào tháng 7 năm 1871 ông được bổ nhiệm làm sĩ quan phụ tá của Sư đoàn số 28 tại Karlsruhe.
Trong những năm sau đó, ông được thuyên chuyển vài lần: từ Trung đoàn Bắn súng hỏa mau số 40 sang Bộ Tổng tham mưu quân đội, sau đó lại sang Bộ Tham mưu của Sư đoàn số 16 ở Trier rồi Bộ Tham mưu của Quân đoàn VIII (Koblenz). Vào năm 1885, ông được điều sang Trung đoàn Bộ binh số 65, với cương vị là chỉ huy trưởng của Tiểu đoàn số 1 tại Köln.
Vào tháng 3 năm 1887, Falkenhausen được ủy nhiệm làm Tham mưu trưởng của Trung đoàn Cấm vệ quân ở kinh đô Berlin. Vào tháng 6 năm 1890, ông chỉ huy Trung đoàn Phóng lựu Cận vệ Hoàng hậu Augusta số 4 (Koblenz). Hai năm sau, ông trở thành chỉ huy trưởng của Lữ đoàn Bộ binh số 29 tại Köln vào năm 1893 ông được ủy nhiệm làm chủ nhiệm hậu cần của Tổng tham mưu trưởng Quân đội Đức. Từ năm 1893 cho đến năm 1895, ông còn là một thành viên của Uỷ ban Học vấn của Học viện Quân sự Phổ.
Sau khi làm việc tại Cục Chiến tranh vào tháng 1 năm 1895, ông trở thành tổng cục trưởng Tổng cục Chiến tranh trong Bộ Chiến tranh Phổ. Vào tháng 2 năm 1895, ông được bổ nhiệm làm đại biểu trong Hội đồng Liên bang. Vào tháng 1 năm 1897, ông được cử làm chỉ huy trưởng của Sư đoàn Bộ binh Cận vệ số 2 tại kinh đô Berlin vào năm 1899 ông là tướng tư lệnh của Quân đoàn XIII (Hoàng gia Württemberg. Đến tháng 3 năm 1892, ông về hưu, nhưng vẫn chú tâm vào việc nghiên cứu khoa học quân sự.

### Chiến tranh thế giới thứ nhất

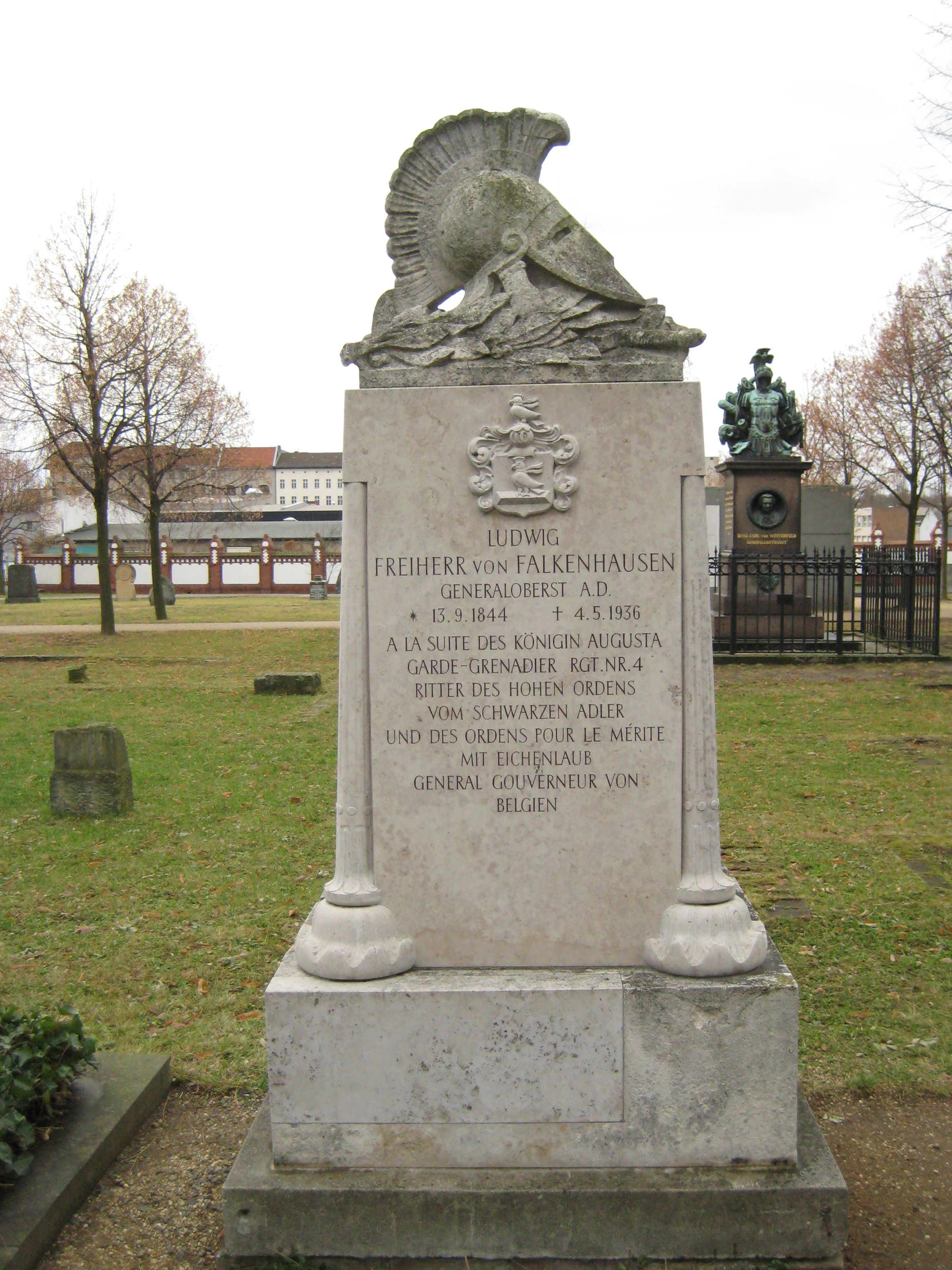
Mộ ông tại Invalidenfriedhof, Berlin.

Vào tháng 8 năm 1914, trong cuộc tổng động viên của Đức, Falkenhausen được bổ nhiệm làm Tướng tư lệnh của Quân đoàn Trừ bị bao gồm 6 sư đoàn thuộc Tập đoàn quân số 6. Với tư cách là chỉ huy trưởng Phân bộ quân Falkenhausen, ông thống lĩnh các lực lượng Đức trong các trận đánh tại Delmer vào các năm 1915 – 1916 và trong cục diện chiến tranh chiến hào tại Lorraine vào các năm 1915 – 1916.
Ông rất thành công trong nửa đầu cuộc Chiến tranh thế giới thứ nhất và được tặng thưởng Huân chương Quân công vào ngày 23 tháng 8 năm 1915, sau đó được nhận Lá sồi vào ngày 15 tháng 4 năm 1915. Vào ngày 15 tháng 9 năm 1915, ông được vua xứ Sachsen ban tặng Thập tự của Hiệp sĩ Huân chương Quân sự St. Heinrich.
Falkensau chỉ huy Tập đoàn quân số 6 của Đức trong Chiến dịch tấn công Arras của Lực lượng Viễn chinh Anh vào tháng 4 năm 1917. Ông không thể triển khai đúng đắn chiến thuật mới phòng thủ chiều sâu để đối mặt với chiến thuật mới của quân Anh và các Lãnh địa hải ngoại của Đế quốc Anh, vì vậy ông bị tướng Erich Ludendorff cách chức tư lệnh chiến trường.
Sau đó, ông kế nhiệm Moritz von Bissing làm Toàn quyền Bỉ trong thời gian Đức chiếm đóng nước này, kể từ tháng 5 năm 1917 cho đến tháng 11 năm 1918. Đầu năm 1918, thời báo The Times đã đăng một bài viết – đề tựa Triều đại khủng bố của Falkenhausen – mô tả 170 vụ hành quyết công dân Bỉ do quân đội Đức thực hiện trong thời gian ông giữ chức Toàn quyền.
Falkenhausen từ trần vào ngày 4 tháng 5 năm 1936 ở Görlitz. Ông được mai táng ở nghĩa trang Invalidenfriedhof tại Berlin. Mộ phần của ông được bảo tồn.

## Gia đình
Ngày 17 tháng 9 năm 1868, Falkenhausen kết hôn lần đầu tiên với Ehe Helene von Waldow und Reitzenstein (13 tháng 11 năm 1857 tại Potsdam – 18 tháng 3 năm 1886 tại Köln) và tái giá vào ngày 10 tháng 3 năm 1902 với Alice Petzold (10 tháng 8 năm 1863 tại Chemnitz – 1947 tại Jessen an der Elbe). Cuộc hôn nhân lần thứ nhất đã mang lại cho ông một người con trai là luật sư Friedrich.

## Lưu ý
Chú ý đến tên gọi của ông: Freiherr là một tước hiệu, tương đương với Nam tước, chứ không phải là một tên riêng hoặc tên lót. Trước năm 1919, tước hiệu nằm ở phía trước tên riêng. Tước hiệu cũ của những người còn sống sau năm 1919 là thành phần thuộc tên họ, do đó nằm phía sau tên thánh và không thể được dịch. Tước vị tương đương với Nữ Nam tước là Freifrau và Freiin.